# Abraxas triseriata
Abraxas triseriata är en fjärilsart som beskrevs av George Francis Hampson 1895. Abraxas triseriata ingår i släktet Abraxas och familjen mätare. Inga underarter finns listade i Catalogue of Life.